# Zafaraniyeh
Zafaraniyeh (en persan : زعفرانیه, Zaferānieh) est un quartier du nord de Téhéran avec une population de 250 000 habitants. Son nom vient du fait qu'il était autrefois la résidence des marchands de safran d'où le nom Zafaraniyeh (le mot persan pour le safran).
La Faculté de langues étrangères de l'université islamique de l'Azad (université privée) de Téhéran, est situé au début de la rue Zafaraiyeh, la Faculté dispense des cours d'anglais, d'allemand, de français, d'espagnol et d'autres langues étrangères. Le musée du Palais Sa'dabad est situé à la fin de cette rue, qui contient aussi une maison culturelle.